# Zelenîi Kut, Krînîcikî
Zelenîi Kut (în ucraineană Зелений Кут) este un sat în comuna Novoselivka din raionul Krînîcikî, regiunea Dnipropetrovsk, Ucraina.

## Demografie
Componența lingvistică a localității Zelenîi Kut
     Ucraineană (94,44%)
     Rusă (5,56%)
Conform recensământului din 2001, majoritatea populației localității Zelenîi Kut era vorbitoare de ucraineană (94,44%), existând în minoritate și vorbitori de rusă (5,56%).